# Dägeling
Dägeling település Németországban, Schleswig-Holstein tartományban. Lakosainak száma 1052 fő (2023. december 31.).

## Népesség
A település népességének változása:
| Lakosok száma | 815  | 1027 | 1043 | 1043 | 1016 | 1031 | 1052 |
|               | 1975 | 2014 | 2017 | 2019 | 2021 | 2022 | 2023 |